# Je me retire chez mon gendre
Pour plus de détails, voir Fiche technique et Distribution.
Je me retire chez mon gendre est un film muet français réalisé par Georges Monca, sorti en 1915.

## Fiche technique
- Titre : Je me retire chez mon gendre
- Réalisation : Georges Monca
- Scénario :
- Photographie :
- Montage :
- Société de production : Pathé Frères
- Société de distribution : Pathé Frères
- Pays de production :  France
- Langue : film muet avec les intertitres en français
- Métrage : 335 mètres
- Format : Noir et blanc — 35 mm — 1,33:1 — Muet - Procédé cinématographique : sphérique
- Genre : Comédie
- Durée : 11 minutes et 10 secondes
- Numéro de catalogue Pathé : 7304
- Date de sortie : 
  - France : 10 décembre 1915

## Distribution
- André Simon